# Irma Noseda
Irma Noseda (* 18. Juli 1946; † 18. Januar 2019 in Savognin) war eine Schweizer Kunsthistorikerin.
Noseda studierte an den Universitäten Zürich, Stockholm und Singapur Kunstgeschichte mit den Nebenfächern europäische Ethnologie (Volkskunde), skandinavische Literatur und Sprachen (Nordistik) und schloss ihr Studium mit dem Lizentiat an der Universität Zürich mit der Arbeit «Zum Problem der Kunstvermittlung in Theoriebildung und Praxis» ab. 1987 gründete sie mit Martin Steinmann das Büro arge baukunst und schrieb Bücher und Artikel zu Architektur und Städtebau. Sie befasste sich insbesondere mit dem Spannungsverhältnis zwischen Bauträgern und der Gemeinschaft in Schweizer Städten. Noseda starb 2019 nach einer Krebserkrankung.